# Долганов, Виталий Иванович
Виталий Иванович Долга́нов (22 апреля 1901, Нижний Новгород — 13 ноября 1969, Москва) — советский архитектор, градостроитель и преподаватель, мастер ландшафтной архитектуры.

## Биография
Родился 22 апреля 1901 года в Нижнем Новгороде младшим ребёнком в многодетной семье. Учился в казённой гимназии. В 1920—1922 годах служил рядовым в Красной армии. После демобилизации вернулся в Нижний Новгород, работал художником-декоратором в клубе завода «Славянин». В 1923 году поступил на основное отделение архитектурного факультета ВХУТЕИНа, с третьего курса учился в мастерской профессора Н. А. Ладовского. Окончил институт в 1929 году, защитив диплом на тему «Парк культуры и отдыха в Москве». Дипломная работа определила профессиональную деятельность Долганова на все последующие годы.
После окончания ВХУТЕИНа поступил на работу в Планировочно-земельный подотдел Отдела планировки Московского коммунального хозяйства (МКХ) Моссовета. В 1929 году вступил в творческую организацию архитекторов ВОПРА. В 1930 году под руководством В. Н. Семенова Долганов совместно с архитекторами С. А. Болдыревым и П. И. Гольденбергом выполнил «Эскизную схему перепланировки Москвы». В 1931 году на созванном президиумом Моссовета общемосковском собрании архитекторов был избран в Архитектурный совет Москвы, перед которым была поставлена задача проработки вопроса реконструкции центра города. Одновременно Долганов и Гольденберг занимались исследованием вопросов жилищного градостроительства, результатом которого стала вышедшая в 1931 году книга «Проблема жилого квартала». В 1933—1935 годах под руководством В. Н. Семёнова и С. Е. Чернышёва участвовал в разработке Генерального плана реконструкции Москвы — Долганов стал автором Схемы озеленения Москвы и текста описывающего её раздела. Наряду с этим участвовал в тот же период в разработке целого ряда проектов локальных объектов озеленения — парков, улиц, площадей и дворов.
В 1935 году занял пост руководителя архитектурно-планировочной мастерской № 3 Моссовета, которая занималась планировкой юго-восточной части Москвы и части территории Московской области (Выхино, Карачарово, Вязовки, Люблино, Кузьминок). Позднее работал в архитектурно-планировочной мастерской № 11 под руководством И. С. Николаева, где занимался проектами планировки и реконструкции ряда московских улиц и магистралей.
В 1936—1941 годах являлся руководителем мастерской по планировке парков и озеленению города Управления планировки Мосгорисполкома, участвовал в это время в разработке генеральных планов большинства московских парков. В 1935—1939 годах учился на Факультете архитектурного усовершенствования Всесоюзной академии архитектуры. С начала Великой Отечественной войны работал в Службе маскировки Мосгорисполкома, занимался маскировкой ряда тыловых объектов города. В 1944 году возглавил мастерскую садов и парков вновь созданного Управление по делам архитектуры. В конце 1940-х — начале 1950-х годов принимал участие в планировочных работах и в составлении новой Схемы озеленения Москвы. В 1951—1961 годах руководил мастерской № 4 Института генплана Москвы. В 1945—1950 годах избирался депутатом Моссовета.
В 1961 году, после назначения главным архитектором города М. В. Посохина и создания на базе мастерской № 4 и ряда других организаций Института по проектированию внешнего благоустройства и озеленения Москвы, Долганов по личным мотивам не согласился перейти в новую организацию. Вместе с другими сотрудниками мастерской № 4 устроился в Управление по проектированию Всемирной выставки («Экспо-67»), которую намеревались провести в Москве на обширной территории, включающей ЦПКиО им. Горького и Воробьёвы горы. После отказа от проведения выставки в Москве в 1964 году Долганов вышел на пенсию.
На пенсии на общественных началах сотрудничал с Московским отделением Всероссийского общества охраны природы, где работал над рукописью «Принципы озеленения Москвы и городов СССР». В 1965—1967 годах выполнял по заказу Госстроя СССР экспертизу генеральных планов ряда городов; в 1968—1969 годах состоял в Государственной экспертной комиссии по оценке раздела «Озеленение» Генерального плана развития Москвы.
Жил в Москве в доме архитекторов (Ростовская набережная, дом 5). Скоропостижно скончался в Москве 13 ноября 1969 года, пережив лишь на один год свою жену, рядом с которой его похоронили на Ваганьковском кладбище.

## Основные проекты и постройки
- 1930 — Эскизная схема перепланировки Москвы (под руководством В. Н. Семенова), совместно с С. А. Болдыревым и П. И. Гольденбергом;
- 1931 — Проект реконструкции площади Застава Ильича, совместно с А. С. Алимовым и А. В. Буниным;
- 1931 — Конкурсный проект генерального плана ЦПКиО им. Горького, совместно с П. И. Гольденбергом (не осуществлён);
- 1933—1935 — Схема озеленения в Генеральном плане реконструкции Москвы;
- 1930-е — Проект парка ПКиО в Самаре, совместно с Т. Н. Варенцовым;
- 1930-е — Парк в поселке Челябинского электро-металлургического комбината, совместно с М. И. Прохоровой;
- 1930-е — Центральный парк на Ленинских горах в Москве, совместно с М. И. Прохоровой;
- 1930-е — Проект планировки и озеленения Манежной площади в Москве (несколько вариантов);
- 1934 — Откос и монументальная лестница перед домом Пашкова на Моховой улице в Москве;
- 1935 — Проект планировки территории юго-восточного сектора Москвы;
- 1935 — Проекты планировки и реконструкции главных магистралей Москвы — Большой Якиманки, Калужского шоссе, Большой Полянки, участка Садового кольца от Добрынинской площади до Крымского моста, Мытной улицы и Шаболовки;
- 1935 — Проект планировки Большой Калужской улицы;
- 1935 — Ограда Нескучного сада;
- 1935 — Парадный двор с курдонёром и фонтаном Витали перед зданием Президиума Академии наук СССР на Большой Калужской улице;
- 1936—1937 — Генеральный план парка имени Дзержинского в Останкине, совместно с Ю. С. Гриневицким;
- 1936—1937 — Генеральный план парка в Кузьминках;
- 1936—1937 — Генеральный план парка в Царицыне;
- 1936—1941 — Генеральный план Сокольнического ПКиО, совместно с А. Я. Каррой, И. М. Петровым;
- 1936—1941 — Генеральный план ПКиО им. Сталина, совместно с М. П. Коржевым и М. И. Прохоровой;
- 1936—1941 — Генеральный план парка у Химкинского водохранилища, совместно с М. П. Коржевым, Г. И. Кашкаровым, А. А. Лохвицким;
- 1937—1938 — Центральный партер и планировка вокруг Голицынского пруда в ЦПКиО им. Горького (с участием коллектива архитекторов под руководством А. В. Власова), развитие парка с включением территории Ленинских гор и поймы Лужников;
- 1939 — Рабочие чертежи озеленения территории ВСХВ, совместно с А. С. Коробовым, М. И. Прохоровой, М. П. Коржевым М. П., Ю. С. Гриневицким, И. П. Кычаковым;
- 1944—1951 — Озеленение центральных московских площадей, магистралей, набережных (руководство авторским коллективом мастерской);
- 1947 — Благоустройство подходов к стадиону «Динамо», в соавторстве с В. Д. Лукьяновым;
- 1947 — Оформление западного фасада сквера на Болотной площади[7];
- 1948 — Смотровая площадка на Ленинских горах;
- 1951 — Реконструкция входа на Тверской бульвар со стороны Пушкинской площади, соавтор А. Н. Шингарёв;
- 1954 — Генеральный план развития ЦПКиО им. Горького, в соавторстве с К. И. Павловой;
- 1954 — Сквер на площади Киевского вокзала;
- 1954—1956 — Озеленение территории Центрального стадиона имени В. И. Ленина в Лужниках, в соавторстве с Ю. С. Гриневицким и С. И. Елизаровым;
- 1956—1958 — Парк у Новодевичьего монастыря, в соавторстве с К. И. Павловой, В. И. Ивановым, А. А. Савиным;
- 1956—1961 — Парк Дружбы на Ленинградском шоссе (руководитель авторского коллектива в составе архитекторов Г. Н. Ежовой, В. И. Иванова, А. А. Савина);
- 1960 — Проект Всесоюзного детского парка «Страна чудес» в пойме Нижних Мневников, в соавторстве с В. И. Ивановым, А. А. Савиным, Г. А. Механошиной (не осуществлён);
- 1959—1960 — Схема озеленения Москвы в границах МКАД (руководство авторским коллективом);
- 1960—1961 — Схема озеленения Москвы в пределах Садового кольца, в соавторстве с П. И. Гольденбергом, В. И. Ивановым, А. А. Савиным, С. И. Елизаровым;
- 1961—1962 — Реконструкция усадьбы «Горки-Ленинские», в соавторстве с Г. А. Механошиной;
- 1961—1963 — Варианты проектов планировки и озеленения территории Всемирной выставки «ЭКСПО — 67» в Москве (в составе авторского коллектива) (не осуществлён).

## Память
- В память об архитекторе в 2021 году в Хорошёвском районе Москвы названа аллея Архитектора Долганова, проходящая в парке «Берёзовая Роща», который спроектирован под руководством Виталия Долганова[8][9].

## Награды
- орден Ленина (07.09.1947) — за успешную работу по осуществлению генерального плана реконструкции города Москвы[10]
- медаль «За трудовое отличие» (13.07.1940) — за успешную работу по осуществлению Генерального плана реконструкции Москвы[11]
- медаль «За оборону Москвы»[12]
- медаль «За доблестный труд в Великой Отечественной войне 1941—1945 гг.»[12]
- медаль «В память 850-летия Москвы»[13]